# Старый Югуп
 Старый Югуп  — деревня в Атнинском районе Татарстана. Входит в состав Новошашинского сельского поселения.

## География
Находится в северо-западной части Татарстана на расстоянии приблизительно 12 км по прямой на север от районного центра села Большая Атня.

## История
Основано в XVI века. 
В «Списке населённых мест Российской империи», изданном в 1866 году по сведениям 1859 года, населённый пункт упомянут как казённая деревня Югуп 2-го стана Царёвококшайского уезда Казанской губернии. Располагалась по левую сторону транспортного тракта из города Казани в Вятскую губернию, при речке Шаше, в 137 верстах от уездного города Царёвококшайска и в 24 верстах от становой квартиры в казённой деревне Уразлино (Казаклар). В деревне, в 44 дворах проживали 277 человек (136 мужчин и 141 женщина), была мечеть.
В начале XX века действовала мечеть.

## Население
Постоянных жителей было: в 1859 году — 260, в 1897—523, в 1908—553, в 1920—514, в 1926—554, в 1938—427, в 1949—185, в 1958—274, в 1970—218, в 1979—186, в 1989—169, в 2002 − 143 (татары 100 %), 162 в 2010.